# Кацким
Кацким — река в России, протекает по Кольскому району Мурманской области. Впадает в залив Кацкимозеро Верхнетуломского водохранилища. До образования водохранилища река была притоком реки Нота, длина реки составляла 54 км, а площадь водосборного бассейна была 809 км². Основной приток — Туельм.

## Данные водного реестра
По данным государственного водного реестра России относится к Баренцево-Беломорскому бассейновому округу, водохозяйственный участок реки — Тулома от истока до Верхнетуломского гидроузла, включая Нот-озеро. Речной бассейн реки — бассейны рек Кольского полуострова, впадает в Баренцево море.
Код водного объекта в государственном водном реестре — 02010000312101000001967.